# Bittersweet (Fuel)
Bittersweet è un singolo del gruppo musicale statunitense Fuel, pubblicato il 5 novembre 1998 come secondo estratto dal primo album in studio Sunburn.

## Video musicale
Il videoclip mostra il gruppo esibirsi in concerto.